# Bos van Mortroux
Het Bos van Mortroux (Frans: Bois de Mortroux) is een bos in Mortroux, een deelgemeente van Dalhem in de Belgische provincie Luik. Het bos is gelegen in het Land van Herve dat juist bekend is voor de schaarste aan bossen. Doorheen het bos lopen een tweetal wandelwegen. Aan de zuidzijde van dit bos stroomt het kleine riviertje de Rau d'Asse. Het bos is gelegen op de noordelijke helling van de vallei van dit riviertje.